# Valmir Sulejmani
Valmir Sulejmani (* 1. Februar 1996 in Großburgwedel) ist ein deutsch-kosovarischer Fußballspieler.

## Karriere

### Vereine
Valmir Sulejmani begann mit dem Vereinsfußball beim SC Wedemark. Vom neunten Lebensjahr an spielte Sulejmani in der Jugendabteilung von Hannover 96. 2013 rückte er dann im Alter von 17 Jahren in die U-19-Mannschaft auf. Nachdem er bereits im September 2012 bei einem 1:4 gegen Rot-Weiß Erfurt sein Debüt in der A-Junioren-Bundesliga gegeben hatte, kam er nun vermehrt zum Einsatz. In der neuen Spielzeit bestritt Sulejmani ab August 2013 sechs Spiele von Beginn an und erzielte dabei zwei Tore. In der zweiten Mannschaft des Vereins debütierte er im Oktober beim 2:0-Sieg gegen den SC Victoria Hamburg in der viertklassigen Regionalliga Nord.
Nach seinen überzeugenden Leistungen wurde er nach nur zwei Einsätzen in der zweiten Mannschaft zusammen mit Tim Dierßen von Trainer Mirko Slomka am 29. Oktober regelmäßig ins Training der ersten Mannschaft aufgenommen und gehörte am 3. November gegen Werder Bremen erstmals dem Bundesligakader an. Seinen ersten Bundesligaeinsatz hatte er am 14. Dezember, als er beim 3:3 gegen den 1. FC Nürnberg in der 74. Minute für Artur Sobiech eingewechselt wurde. Dabei leistete er in der Schlussphase die Vorarbeit zum 2:3 durch Mame Diouf. Im darauffolgenden Spiel gegen den SC Freiburg stand er zum ersten Mal in der Startelf. Bis zum Ende der Saison kam er zu weiteren acht Einsätzen in der zweiten Mannschaft und unter dem neuen Trainer Tayfun Korkut zu vier Kurzeinsätzen in der ersten. Ende April 2014 unterschrieb Sulejmani seinen ersten Profivertrag mit einer Laufzeit bis 2017.
Ab der Spielzeit 2014/15 gehörte er jedoch wieder der zweiten Mannschaft in der Regionalliga Nord an und wurde in dieser während der Hinrunde fast durchgängig eingesetzt. Am 30. Januar 2015 gab Hannover 96 bekannt, dass Sulejmani bis zum Ende der Saison 2014/2015 an den Zweitligisten 1. FC Union Berlin ausgeliehen würde. Dort kam er vom 21. bis zum 29. Spieltag zu sechs Einsätzen und wechselte nach der Saison zurück zu Hannovers zweiter Mannschaft. Am 23. September 2015 erzielte er in der Regionalliga beim 1:0 gegen den VfB Lübeck sein erstes Tor im Herrenbereich.
Zur Saison 2015/16 kehrte Sulejmani nach Hannover zurück. Er kam im April 2016 zu vier Bundesligaeinsätzen unter Interimstrainer Daniel Stendel. Daneben kam er 23 Mal in der zweiten Mannschaft in der viertklassigen Regionalliga Nord zum Einsatz. Nach dem Abstieg in die 2. Bundesliga kam Sulejmani in der Saison 2016/17 auf einen Zweitligaeinsatz. Am 14. September 2016 wurde er gemeinsam mit Marius Wolf und Tim Dierßen in die zweite Mannschaft versetzt, für die er in 28 Spielen vier Tore erzielte.
Zur Saison 2018/19 wechselte Sulejmani zum SV Waldhof Mannheim in die Regionalliga-Südwest. Im April 2019 konnte Sulejmani mit den Waldhöfern den Aufstieg in die 3. Liga feiern und kehrte damit in den Profifußball zurück. Beim Spiel des SV Waldhof Mannheim gegen den 1. FC Kaiserslautern am 1. September 2019 verletzte sich Sulejmani schwer: mit einem Riss des vorderen Syndesmosebands am linken Sprunggelenk fiel er für mehrere Monate aus.
Zur Saison 2020/21 kehrte Sulejmani erneut zu Hannover 96 zurück. Nach zuletzt nur vier Kurzeinsätzen wechselte er im Januar 2022 innerhalb der Liga zum FC Ingolstadt 04.
Im Sommer 2023 wechselte er zum Drittligisten TSV 1860 München. Bereits ein Jahr später wurde sein Vertrag vorzeitig aufgelöst. Seither ist der Spieler vereinslos.
Im Februar 2025 wechselte er zurück zu Hannover 96 zur zweiten Mannschaft. Im Folgenden Sommer wechselte er zu Alemannia Aachen.

### Nationalmannschaft
Sulejmani debütierte am 6. November 2012 in der deutschen U-17-Nationalmannschaft, die in Auerbach/Vogtl. gegen die Auswahl Tschechiens mit 0:1 verlor. Im Turnier um den Algarve-Cup in Portugal kam er ebenfalls zum Einsatz und bestritt zwei von drei Spielen: am 8. Februar 2013 beim 2:1-Sieg gegen die Auswahl Englands in Lagos und am 12. Februar 2013 beim 1:1-Unentschieden gegen die Auswahl Portugals in Bela Vista/Parchal. Am 10. Oktober 2015 wurde Sulejmani in der 57. Minute für Mërgim Brahimi eingewechselt und gab somit sein Debüt für die Kosovarische Fußballnationalmannschaft, die seit 2014 ohne Mitglied der FIFA zu sein offizielle Spiele bestreiten durfte. Am 3. Juni 2016 spielte er zudem beim ersten Länderspiel nach der FIFA-Aufnahme des Kosovo.